# 酒井康宜
酒井 康宜（さかい やすたか、1973年7月27日 - ）は、山梨放送 (YBS) の社員（報道部部長→ビジネス推進部長）、元アナウンサー。愛知県北名古屋市（旧・西春日井郡師勝町）出身。法政大学卒業。

## 来歴
1997年4月に山梨放送に入社。同期は同じく愛知県の出身者で元同局アナウンサーの村瀬寛美。
2011年3月よりYBSワイドニュースのメインキャスターを10年間担当。
2021年4月より報道部長に就任し、2024年4月よりビジネス推進部長に就任。

## 人物・エピソード
- テレビ・ラジオの双方に出演していた。
- 2005年4月から2006年3月までは、YBSテレビ『ゆうひのジャングル』のレギュラー（調査隊長役）を務めており、その影響でラジオのリスナーなどから「隊長」と呼ばれていた。
- 『ゆうひのジャングル』番組中に、談合坂の「巨峰ソフト」と言うところを、談合坂の「巨乳ソフト」と言い間違えるハプニングを起こした。その模様は、2006年末に放送された『ズームイン!!SUPER』年末特番のハプニング集で紹介された。

## 過去の担当番組

### テレビ
- 山梨の朝
- ともちゃん家の5時
- ただいま☆☆フライデー
- 山梨知的探検隊ゆうひのジャングル（番組MC・隊長）
- 求人.com （団長）
- 暗闇で逢いましょう（放送回による）
- ズームイン!!SUPER （山梨担当キャスター）
- 週末仕掛人 ヤマナシプロデュース
- YBSワイドニュース（メインキャスター、2011年3月28日 - 2021年3月26日）
- その他、スポーツ中継の実況やリポーターも担当していた。

### ラジオ
- デジ穴プラネット
- 情報キャッチアップ・GOO!MORNING
- 765morning （水曜日、スコーパーで中継）
- 765MUX （月曜日担当）
- ラヂウス

### その他
- 映画　休暇